# Sunda kommuna

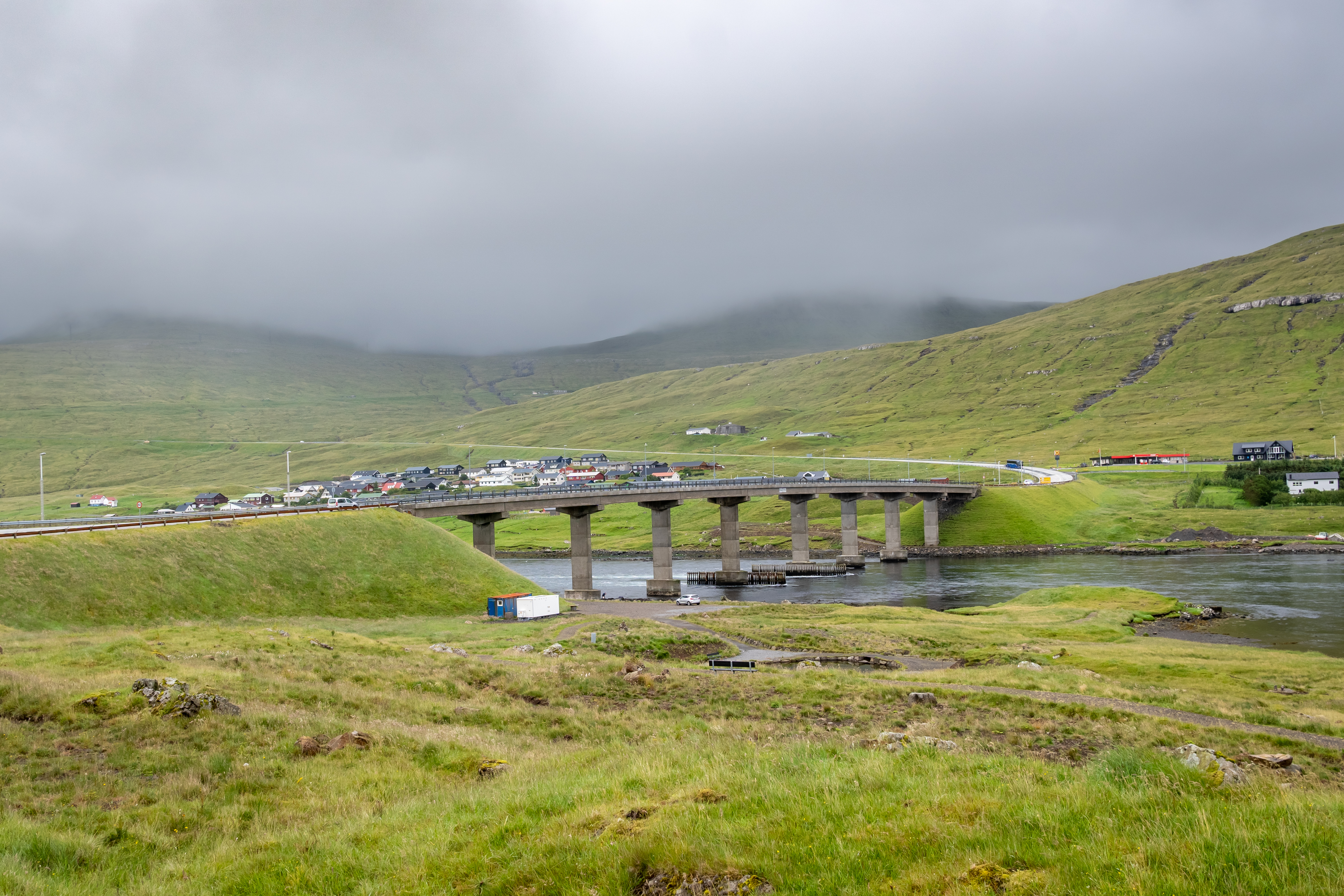
Die Streymin-Brücke überquert den Sund zwischen Streymoy und Eysturoy und verbindet so die beiden Teile der Gemeinde. Im Hintergrund ist Oyrarbakki, das Zentrum der Sunda kommuna, zu sehen.

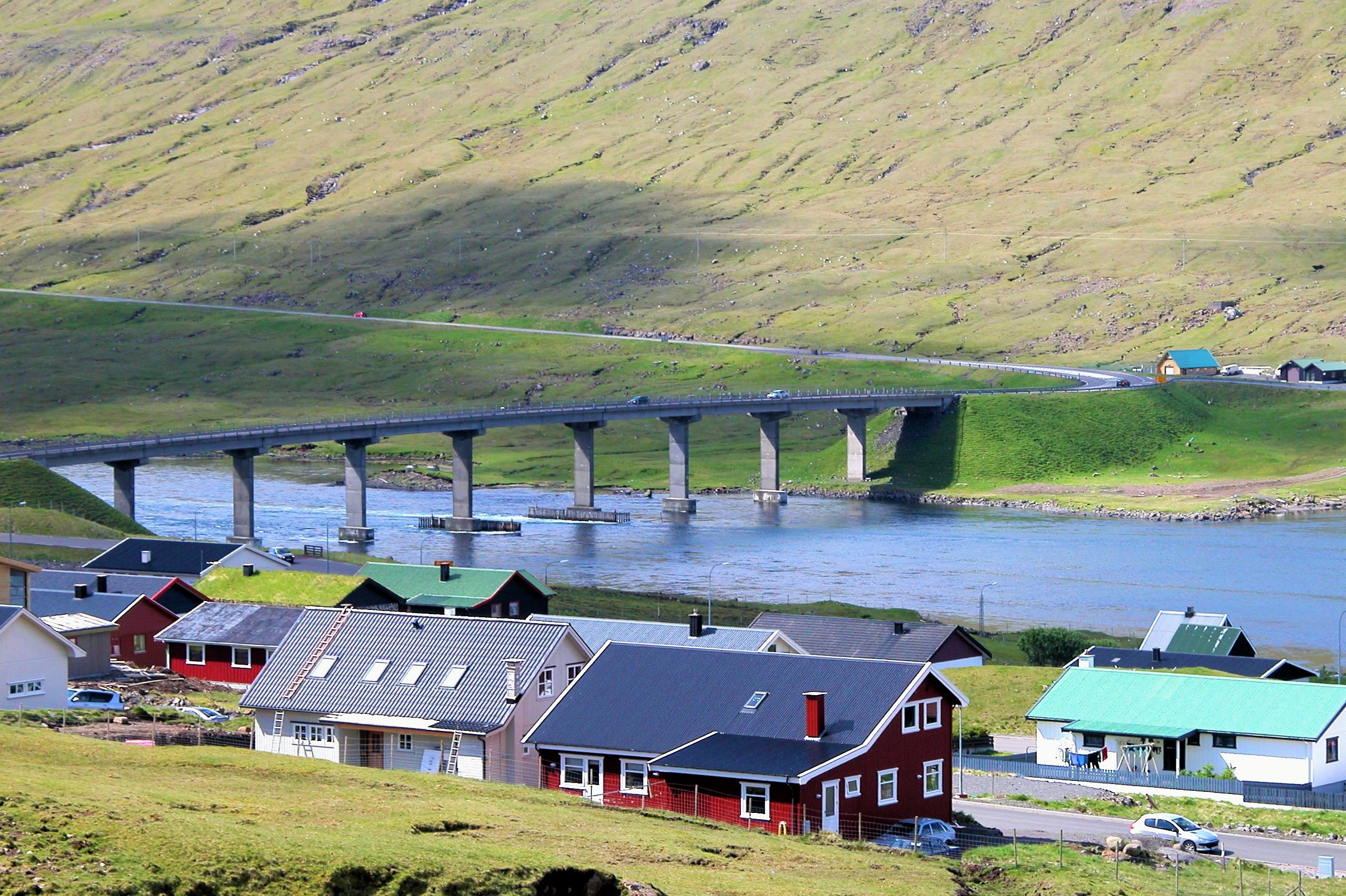
Die schmalste Stelle des Sundes „Sundini“ mit der 1973 darüber errichteten Brücke von Norðskáli aus betrachtet.

Die Sunda kommuna ist eine färöische Gemeinde, die sich über den nordöstlichen Teil Streymoys sowie über Teile der Westküste und des Nordens von Eysturoy erstreckt. Zur Gemeinde gehören die Orte Tjørnuvík, Saksun, Haldórsvík, Langasandur, Streymnes, Hvalvík, Hósvík und Nesvík auf Streymoy sowie Oyri, Oyrarbakki, Norðskáli und Gjógv auf Eysturoy. Im August 2016 lebten 1721 Menschen in der Gemeinde.

## Die Gemeinde
Die färöische Gemeinde hat ihren Namen von einem Sund namens Sundini, der die beiden größten färöischen Inseln Streymoy und Eysturoy voneinander trennt und dessen links- und rechtsseitiger Uferbereich Sundalag genannt wird. Gleichzeitig befindet sich hier die Brücke, die beide Inseln miteinander verbindet. Am 1. Januar 2005 wurde die Sunda kommuna mit den Kommunen Saksun, Haldórsvík, Hósvík, Hvalvík (Streymoy) und Gjógv (Eysturoy) zusammengelegt.
Bürgermeister (borgarstjóri) der Gemeinde ist Heðin Zachariasen. Sitz der Gemeindeverwaltung (kommunuskrivstovan)  ist in Oyrarbakki. Der Ort ist inzwischen zum Mittelpunkt der Sunda kommuna geworden. Auch ein Postamt findet sich dort.

## Bilder

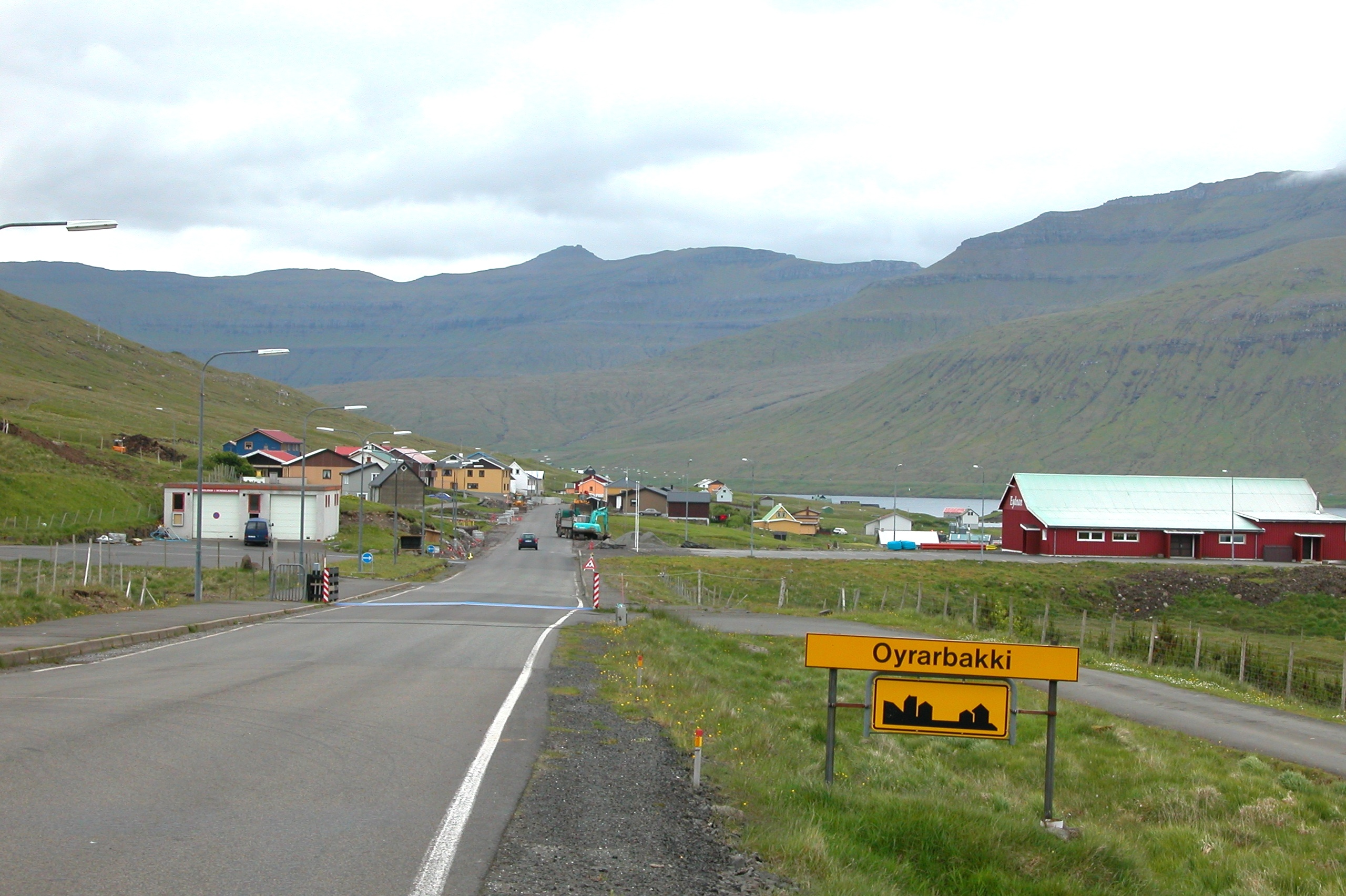
Ortseingang von Oyrabakki, dem Zentrum der Kommune.
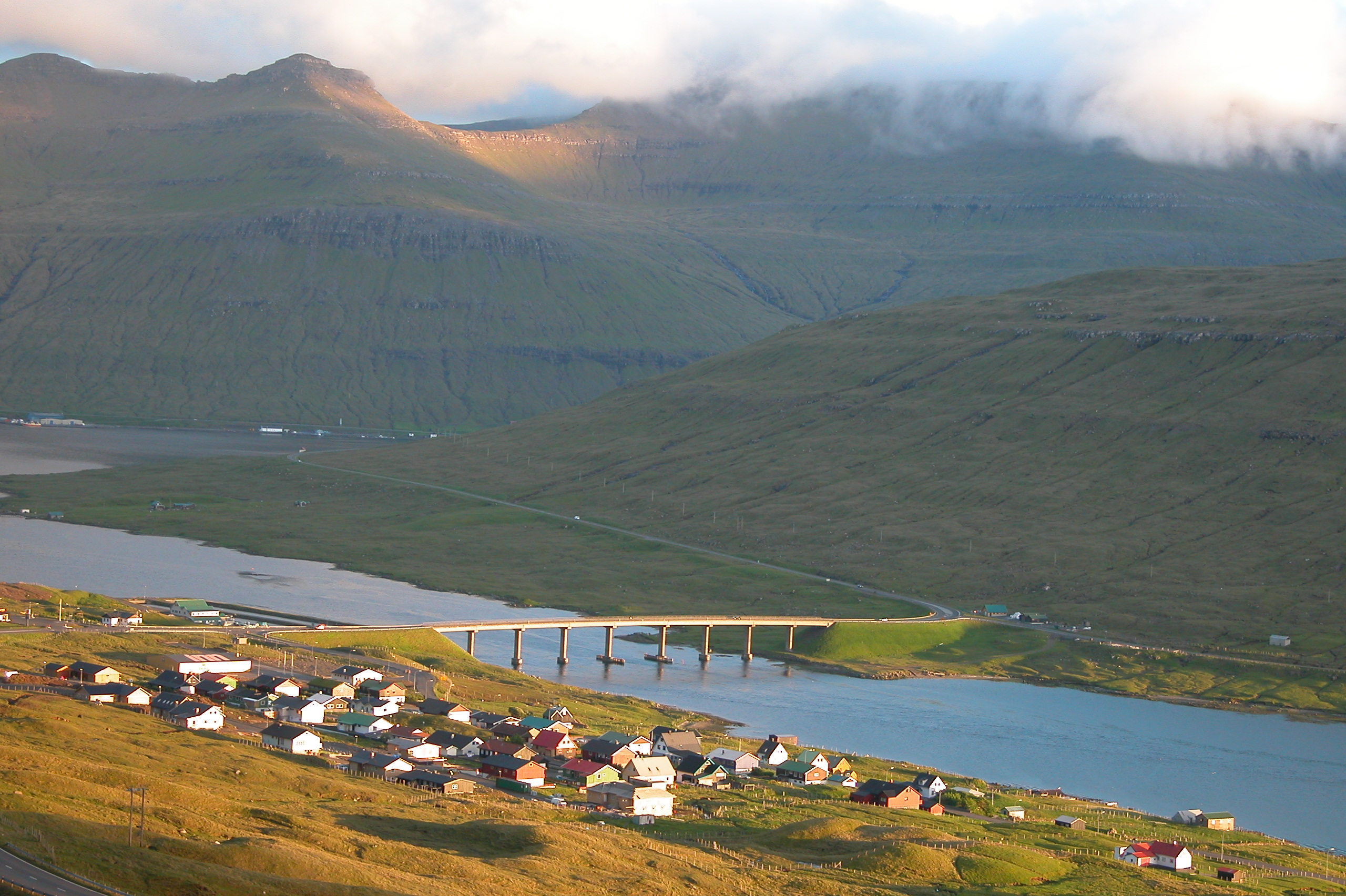
Die Streymin-Brücke und Norðskali.
Die Sunda kommuna nach der Zusammenlegung am 1. Januar 2005.
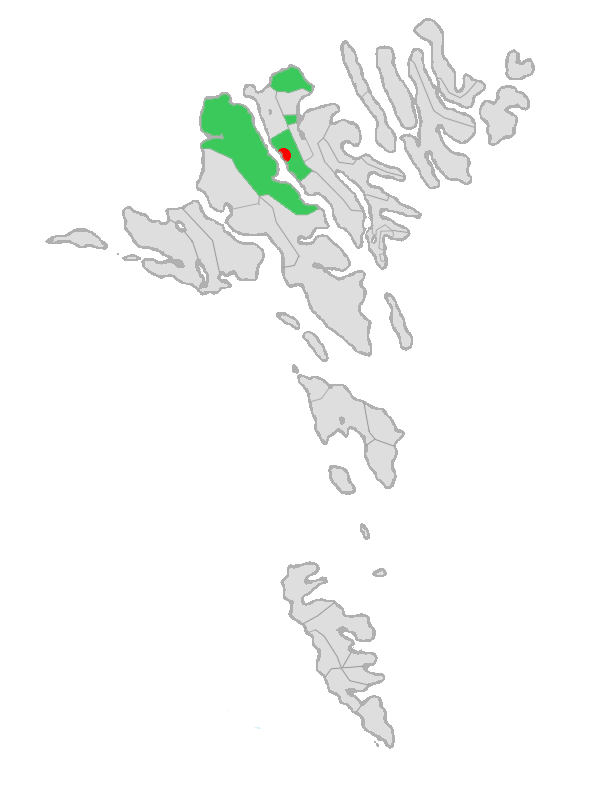
Das Gebiet der Gemeinde (grün) mit dem Gemeindezentrum in Oyrabakki (roter Punkt) im Jahr 2005.